# Verfassungsreferendum in der Türkei 1982
Das Zweite nationale Verfassungsreferendum wurde in der Türkei am 7. November 1982 abgehalten.
Dem Militärputsch von 1980 folgend wurde von einer Verfassungskommission 1981 eine neue Verfassung geschaffen, um die Türkische Verfassung von 1961 zu ersetzen. Sie wurde in einer Abstimmung von 91,37 % der Wähler angenommen, 8,63 % waren dagegen.

## Ergebnis
| Wahl                    | Stimmen    | Anteil in % |
| ----------------------- | ---------- | ----------- |
| Dafür                   | 17,215,559 | 91.4        |
| Dagegen                 | 1,626,431  | 8.6         |
| Ungültige/Leere Stimmen | 43,498     | -           |
| Insgesamt               | 18,885,488 | 100         |